# Liste des intercommunalités de la Seine-Maritime

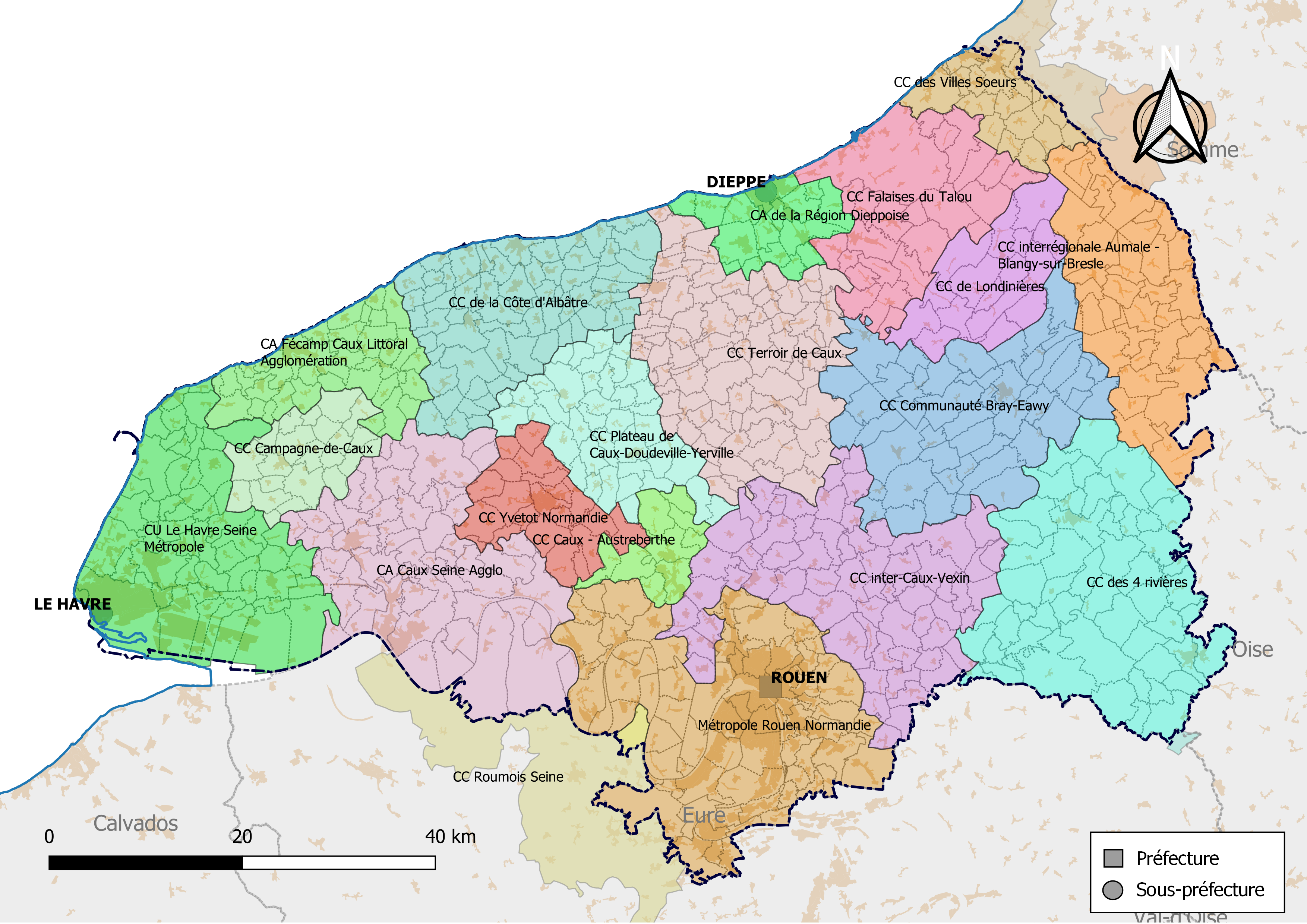
Carte des EPCI de la Seine-Maritime au 1er janvier 2019.

Depuis le 1er janvier 2017, le département de la Seine-Maritime compte 1 métropole, 1 communauté urbaine, 3 communautés d'agglomération et 13 communautés de communes. Toutes les communes sont regroupées dans un établissement public de coopération intercommunale à fiscalité propre, la commune de Mauny étant quant à elle regroupée dans la communauté de communes Roumois Seine, une intercommunalité dont le siège est dans l'Eure.

## Intercommunalités à fiscalité propre

### EPCI actuels
Au 1er janvier 2019, le département de la Seine-Maritime compte 18 établissements publics de coopération intercommunale à fiscalité propre dont le siège est dans le département (une métropole, une communauté urbaine, 3 communautés d'agglomération et 13 communautés de communes), dont trois qui sont interdépartementaux. Par ailleurs une commune est groupée dans une intercommunalité dont le siège est situé hors département (dans l'Eure).
Les trois intercommunalités interdépartementales, dont les deux premières sont également interrégionales, sont les suivantes : 
- La communauté de communes des Villes Sœurs intègre les communes d'Allenay, de Bouvaincourt-sur-Bresle, de Buigny-lès-Gamaches, de Gamaches, de Mers-les-Bains, d'Ault, de Friaucourt, d'Oust-Marest, de Woignarue, de Dargnies, d'Embreville, de Beauchamps et de Saint-Quentin-la-Motte-Croix-au-Bailly, situées dans la Somme ;
- la communauté de communes interrégionale Aumale - Blangy-sur-Bresle intègre les communes de Biencourt, de Bouillancourt-en-Séry, de Bouttencourt, de Frettemeule, de Maisnières, de Martainneville, de Ramburelles, de Tilloy-Floriville et de Vismes, situées dans la Somme ;
- la communauté de communes des Quatre Rivières s'étend aux communes de Bouchevilliers et de Martagny, situées dans l'Eure.

| Forme juridique                                           | Nom                                          | no SIREN  | Date de création | Nombre de communes      | Population (der. pop. légale) | Superficie (km2) | Densité (hab./km2) | Siège                     | Président                     |
| --------------------------------------------------------- | -------------------------------------------- | --------- | ---------------- | ----------------------- | ----------------------------- | ---------------- | ------------------ | ------------------------- | ----------------------------- |
| Métropole                                                 | Métropole Rouen Normandie                    | 200023414 | 1er janvier 2010 | 71                      | 497 225 (2021)                | 663,80           | 749                | Rouen                     | Nicolas Mayer-Rossignol       |
| Communauté urbaine                                        | Le Havre Seine Métropole                     | 200084952 | 1er janvier 2019 | 54                      | 236 133 (2015)                | 495,80           | 536                | Le Havre                  | Édouard Philippe              |
| Communauté d'agglomération                                | CA Caux Seine Agglo                          | 200010700 | 26 novembre 2007 | 50                      | 78 036 (2021)                 | 574,30           | 136                | Lillebonne                | Virginie Carolo-Lutrot        |
| Communauté d'agglomération                                | CA de la Région Dieppoise                    | 247600786 | 31 décembre 2002 | 16                      | 45 996 (2021)                 | 129,0            | 357                | Dieppe                    | Nicolas Langlois              |
| Communauté d'agglomération                                | CA Fécamp Caux Littoral Agglomération        | 200069821 | 1er janvier 2017 | 33                      | 38 312 (2021)                 | 207,10           | 185                | Fécamp                    | Marie-Agnès Poussier-Winsback |
| Communauté de communes                                    | CC Inter-Caux-Vexin                          | 200070449 | 1er janvier 2017 | 64                      | 55 769 (2021)                 | 543,30           | 103                | Buchy                     | Éric Herbet                   |
| Communauté de communes                                    | CC des Villes Sœurs                          | 247600588 | 1er janvier 2000 | 28 (dont 13 dans le 80) | 35 817 (2021)                 | 214,80           | 167                | Eu                        | Alain Brière                  |
| Communauté de communes                                    | CC Terroir de Caux                           | 200068534 | 1er janvier 2017 | 79                      | 37 843 (2021)                 | 489,30           | 77                 | Bacqueville-en-Caux       | Olivier Bureaux               |
| Communauté de communes                                    | CC des 4 rivières                            | 200069730 | 1er janvier 2017 | 52 (dont 1 dans le 27)  | 28 406 (2022)                 | 607,30           | 47                 | Gournay-en-Bray           | Éric Picard                   |
| Communauté de communes                                    | CC de la Côte d'Albâtre                      | 200069839 | 1er janvier 2017 | 63                      | 27 658 (2021)                 | 387,50           | 71                 | Cany-Barville             | Jérôme Lheureux               |
| Communauté de communes                                    | CC Yvetot Normandie                          | 247600620 | 31 décembre 2001 | 19                      | 26 156 (2021)                 | 168,30           | 155                | Yvetot                    | Gérard Charassier             |
| Communauté de communes                                    | CC Communauté Bray-Eawy                      | 200070068 | 1er janvier 2017 | 46                      | 24 961 (2021)                 | 488,40           | 51                 | Neufchâtel-en-Bray        | Nicolas Bertrand              |
| Communauté de communes                                    | CC Caux-Austreberthe                         | 247600646 | 1er janvier 2002 | 9                       | 25 059 (2021)                 | 88,50            | 283                | Pavilly                   | Christophe Bouillon           |
| Communauté de communes                                    | CC Falaises du Talou                         | 247600729 | 1er janvier 2002 | 24                      | 23 613 (2021)                 | 328,50           | 72                 | Envermeu                  | Patrice Philippe              |
| Communauté de communes                                    | CC interrégionale Aumale - Blangy-sur-Bresle | 200069722 | 1er janvier 2017 | 44 (dont 10 dans le 80) | 21 305 (2021)                 | 464,30           | 46                 | Blangy-sur-Bresle         | Christian Roussel             |
| Communauté de communes                                    | CC Plateau de Caux                           | 200069847 | 1er janvier 2017 | 40                      | 21 264 (2021)                 | 252,60           | 84                 | Doudeville                | Jean-Nicolas Rousseau         |
| Communauté de communes                                    | CC Campagne de Caux                          | 247600505 | 31 décembre 1997 | 22                      | 15 027 (2021)                 | 145,30           | 103                | Goderville                | Franck Remond                 |
| Communauté de communes                                    | CC de Londinières                            | 247600604 | 11 décembre 2000 | 16                      | 5 192 (2021)                  | 194,60           | 27                 | Sainte-Agathe-d'Aliermont | Armelle Biloquet              |
| Intercommunalité dont le siège est situé hors département |                                              |           |                  |                         |                               |                  |                    |                           |                               |
| Communauté de communes                                    | CC Roumois Seine                             | 200066405 | 1er janvier 2017 | 40 (dont 1 dans le 76)  | 41 622 (2021)                 | 338,70           | 123                | Bourg-Achard (27)         | Sylvain Bonenfant             |

### Carte 2019
|  | Composition au 1er janvier 2019 : - Métropole Rouen-Normandie - Le Havre Seine Métropole - Communauté d'agglomération de la Région Dieppoise - Communauté d'agglomération de Fécamp Caux Littoral - Communauté d'agglomération Caux vallée de Seine - Communauté de communes de la campagne de Caux - Communauté de communes de Londinières - Communauté de communes de la région d'Yvetot - Communauté de communes des Falaises du Talou - Communauté de communes Caux-Austreberthe - Communauté de communes des Quatre Rivières (dont deux communes de l'Eure) - Communauté de communes Plateau de Caux-Doudeville-Yerville | - Communauté de communes de la Côte d'Albâtre - Communauté de communes Terroir de Caux - Communauté de communes Communauté Bray-Eawy - Communauté de communes Inter-Caux-Vexin - Communauté de communes des Villes Sœurs (dont treize communes de la Somme) - Communauté de communes interrégionale Aumale - Blangy-sur-Bresle (dont neuf communes de la Somme) - Communauté de communes Roumois Seine (1 commune dans la Seine-Maritime) |

### Structures intercommunales disparues
| Forme juridique       | Nom                                                     | Nombre de communes                  | Siège                        | Date de création                                                      | Date de disparition |
| --------------------- | ------------------------------------------------------- | ----------------------------------- | ---------------------------- | --------------------------------------------------------------------- | ------------------- |
| CA                    | Agglomération de Rouen                                  | 45                                  | Rouen                        | 21/02/1974 (SIVOM) 22/11/1995 (District) 01/01/2000 (CA)              | 31 décembre 2009    |
| CA                    | Agglo d'Elbeuf                                          | 10                                  | Elbeuf                       | ??/??/1954 (SIAAE) ??/??/1975 (SIVOM) ??/??/1990 (District) 2000 (CA) | 31 décembre 2009    |
| CA                    | Communauté d'agglomération de Fécamp Caux Littoral      | 13                                  | Fécamp                       | ??/??/?? (District) 13/10/2000 (CC) 01/01/2015 (CAt)                  | 31 décembre 2016    |
| CA                    | CA Havraise                                             | 17                                  | Le Havre                     | 2001 (CA)                                                             | 31 décembre 2018    |
| CC                    | CC de Caudebec-en-Caux-Brotonne                         | 15                                  | Caudebec-en-Caux             | 01/01/1994                                                            | 31 décembre 2007    |
| CC                    | CC de Port-Jérôme                                       | 16                                  | Lillebonne                   | 25/10/2000                                                            | 31 décembre 2007    |
| CC                    | CC du canton de Bolbec                                  | 16                                  | Bolbec                       | 29/12/1995                                                            | 31 décembre 2007    |
| CC                    | CC Seine-Austreberthe                                   | 14                                  | Saint-Pierre-de-Varengeville | 01/01/1998                                                            | 31 décembre 2009    |
| CC                    | CC du Trait-Yainville                                   | 2                                   | Le Trait                     | 01/01/2005                                                            | 31 décembre 2009    |
| CC                    | CC du Petit Caux                                        | 18                                  | Saint-Martin-en-Campagne     | ??/??/1978 (SIVOM) 24/08/1982 (District) 01/01/2000 (CC)              | 31 décembre 2015    |
| CC                    | CC du Plateau de Martainville                           | 13                                  | Martainville-Epreville       | 31/12/1994                                                            | 31 décembre 2016    |
| CC                    | CC du Moulin d'Ecalles                                  | 26                                  | Buchy                        | 01/09/1994                                                            | 31 décembre 2016    |
| CC                    | CC Saint-Saëns - Porte de Bray                          | 15                                  | Maucomble                    | 01/01/1994                                                            | 31 décembre 2016    |
| CC                    | CC du Pays Neufchâtelois                                | 23                                  | Neufchâtel-en-Bray           | 01/01/1998                                                            | 31 décembre 2016    |
| CC                    | CC Cœur de Caux                                         | 22                                  | Fauville-en-Caux             | 30/12/1999                                                            | 31 décembre 2016    |
| CC                    | CC du Canton de Valmont                                 | 22                                  | Thiergeville                 | 01/01/2000                                                            | 31 décembre 2016    |
| CC                    | CC Plateau de Caux - Fleur de Lin                       | 21                                  | Doudeville                   | 31/12/2001                                                            | 31 décembre 2016    |
| CC                    | CC Entre Mer et Lin                                     | 17                                  | Fontaine-le-Dun              | 27/12/2001                                                            | 31 décembre 2016    |
| CC                    | CC du Canton de Forges-les-Eaux                         | 21                                  | Forges-les-Eaux              | 27/12/2001                                                            | 31 décembre 2016    |
| CC                    | CC du Plateau Vert                                      | 7                                   | Fréville                     | 28/12/2001                                                            | 31 décembre 2016    |
| CC                    | CC Saâne-et-Vienne                                      | 31                                  | Bacqueville-en-Caux          | 01/01/2002                                                            | 31 décembre 2016    |
| CC                    | CC des Trois Rivières                                   | 25                                  | Tôtes                        | 01/01/2002                                                            | 31 décembre 2016    |
| CC                    | CC Varenne-et-Scie                                      | 22                                  | Saint-Honoré                 | 01/01/2002                                                            | 31 décembre 2016    |
| CC                    | CC du Bosc d'Eawy                                       | 15                                  | Bellencombre                 | 01/01/2002                                                            | 31 décembre 2016    |
| CC                    | CC du Canton d'Aumale                                   | 15                                  | Aumale                       | 01/01/2002                                                            | 31 décembre 2016    |
| CC                    | CC des Portes Nord-Ouest de Rouen                       | 23                                  | Montville                    | 01/01/2003                                                            | 31 décembre 2016    |
| CC                    | CC d'Yerville - Plateau de Caux                         | 19                                  | Yerville                     | 01/01/2003                                                            | 31 décembre 2016    |
| CC                    | CC des Monts-et-de-l'Andelle                            | 15                                  | Argueil                      | 01/01/2003                                                            | 31 décembre 2016    |
| CC                    | CC Yères-et-Plateaux                                    | 13                                  | Criel-sur-Mer                | 01/01/2003                                                            | 31 décembre 2016    |
| CC                    | CC de Blangy-sur-Bresle                                 | 19 (EPCI complet : 28 dép2 : Somme) | Blangy-sur-Bresle            | 31/12/2001                                                            | 31 décembre 2016    |
| CC                    | CC du Bray-Normand                                      | 16 (EPCI complet : 18 dép2 : Eure)  | Gournay-en-Bray              | 31/12/2001                                                            | 31 décembre 2016    |
| CC                    | Communauté de communes Caux Estuaire                    | 16                                  | Saint-Romain-de-Colbosc      | 01/01/1999                                                            | 31 décembre 2018    |
| CC                    | Communauté de communes du canton de Criquetot-l'Esneval | 21                                  | Criquetot-l'Esneval          | 28/12/2001                                                            | 31 décembre 2018    |
| Total : 4 CA et 31 CC |                                                         |                                     |                              |                                                                       |                     |

### Évolution historique

#### 2008
- Création de la communauté de communes Caux vallée de Seine, le 1er janvier 2008 à partir de la fusion de :
  - Communauté de communes de Caudebec-en-Caux-Brotonne
  - Communauté de communes de Port-Jérôme
  - Communauté de communes du Canton de Bolbec

#### 2010
- Création de la communauté d’agglomération Rouen Elbeuf Austreberthe, le 1er janvier 2010 à partir de la fusion de :
  - Agglomération de Rouen
  - Agglo d'Elbeuf
  - Communauté de communes Seine-Austreberthe
  - Communauté de communes du Trait-Yainville

#### 2016
- Suppression de la communauté de communes du Petit Caux le 1er janvier 2016 transformé en la commune nouvelle de Petit-Caux par fusion des 18 communes la composant[21].

#### 2017
Dans le cadre de l'approfondissement de la coopération intercommunale prévu par la Loi portant nouvelle organisation territoriale de la République (Loi NOTRe) du 7 août 2015, le projet de schéma départemental de coopération intercommunale présenté par le préfet de Seine-Maritime le 2 octobre 2015 prévoit « de diviser par deux le nombre des EPCI (de 36 à 18) » entre 2015 et 2017. Dans le cadre de ce projet, seules 4 intercommunalités demeureraient à « périmètre inchangé : métropole Rouen Normandie (488 630 habitants), communauté d’agglomération de la région dieppoise (48 821 habitants) et communautés de communes Campagne de Caux (15 022 habitants) et Caux Estuaire (18 022 habitants) ». Prévu initialement, la fusion entre la communauté de l'agglomération havraise et la communauté de communes du canton de Criquetot-l'Esneval ne s'est finalement pas réalisée.
- Création de la communauté d'agglomération Fécamp Caux Littoral Agglomération par fusion de la communauté d'agglomération de Fécamp Caux Littoral  avec la communauté de communes du canton de Valmont.

- Création de la communauté de communes des Quatre Rivières par fusion de :
  - la communauté de communes du canton de Forges-les-Eaux
  - la communauté de communes des Monts et de l’Andelle
  - la communauté de communes du Bray-Normand

- Création de la communauté de communes interrégionale Aumale - Blangy-sur-Bresle par fusion de :
  - la communauté de communes de Blangy-sur-Bresle
  - la communauté de communes du canton d'Aumale

- Création de la communauté de communes Plateau de Caux-Doudeville-Yerville par fusion de :
  - la communauté de communes d'Yerville-Plateau de Caux
  - la communauté de communes du Plateau de Caux-Fleur de Lin

- Extension de la communauté de communes Côte d'Albâtre par fusion avec la communauté de communes Entre Mer et Lin étendue aux communes d'Ancourteville-sur-Héricourt, Beuzeville-la-Guérard, Cleuville, Normanville, Sommesnil et Thiouville (issues de la communauté de communes Cœur de Caux)

- Création de la communauté de communes Terroir de Caux par fusion de :
  - la communauté de communes des Trois Rivières
  - la communauté de communes Saâne et Vienne
  - la communauté de communes de Varenne et Scie
  - les communes de Bracquetuit, Cressy et Cropus (issues de la CC du Bosc d’Eawy)

- Création de la communauté de communes Communauté Bray-Eawy par fusion de :
  - la communauté de communes du Pays Neufchâtelois
  - la communauté de communes de Saint-Saëns-Porte de Bray
  - 8 communes de la CC du Bosc d’Eawy

- Création de la communauté de communes des Villes Sœurs par extension de la communauté de communes interrégionale de Bresle maritime à 7 communes de communauté de communes d'Yères et Plateaux

- Création de la communauté de communes Inter-Caux-Vexin par fusion de :
  - la communauté de communes des Portes Nord-Ouest de Rouen
  - la communauté de communes du Moulin d'Écalles
  - la communauté de communes du Plateau de Martainville
  - 4 communes de la communauté de communes du Bosc d’Eawy

- 15 communes de la communauté de communes Cœur de Caux intègrent la communauté d'agglomération Caux vallée de Seine.

- Création de la communauté de communes des Falaises du Talou par extension de la communauté de communes des Monts et Vallées à :
  - la commune nouvelle de Petit-Caux,
  - 1 commune de communauté de communes de Londinières (Avesnes-en-Val),
  - 7 communes de communauté de communes d'Yères et Plateaux.
- 5 communes de la communauté de communes du Plateau Vert et 1 commune de la communauté de communes Cœur de Caux intègrent la communauté de communes de la région d'Yvetot
- 2 communes de communauté de communes du Plateau Vert intègrent la communauté de communes Caux-Austreberthe
- Transfert de la commune d'Avesnes-en-Val de la communauté de communes de Londinières à la communauté de communes des Falaises du Talou

#### 2019
- Création de la communauté urbaine dénommée Le Havre Seine Métropole, le 1er janvier 2019 à partir de la fusion de :
  - la CA Havraise
  - la Communauté de communes Caux Estuaire
  - la Communauté de communes du canton de Criquetot-l'Esneval

## EPCI sans fiscalité
Au 1er janvier 2020, il existe :

### Syndicats intercommunaux
- 25 syndicat intercommunal à vocation unique (SIVU)

- 138 syndicat intercommunal à vocations multiples (SIVOM)

### Syndicats mixtes
- 40 syndicats mixtes fermés

- 10 syndicats mixtes ouverts

### Autres
- 2 Pôles métropolitains

- 4 Pôle d'équilibre territorial et rural

- 9 Pays